# XBT
Pour les articles homonymes, voir XBT (homonymie).
Expendable bathythermograph (XBT) est un terme anglais désignant un appareil de mesure de la température de l'océan selon la profondeur.

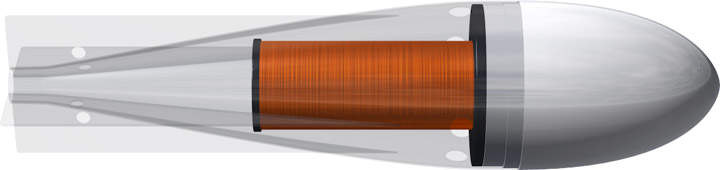
Schéma de principe d'une sonde XBT

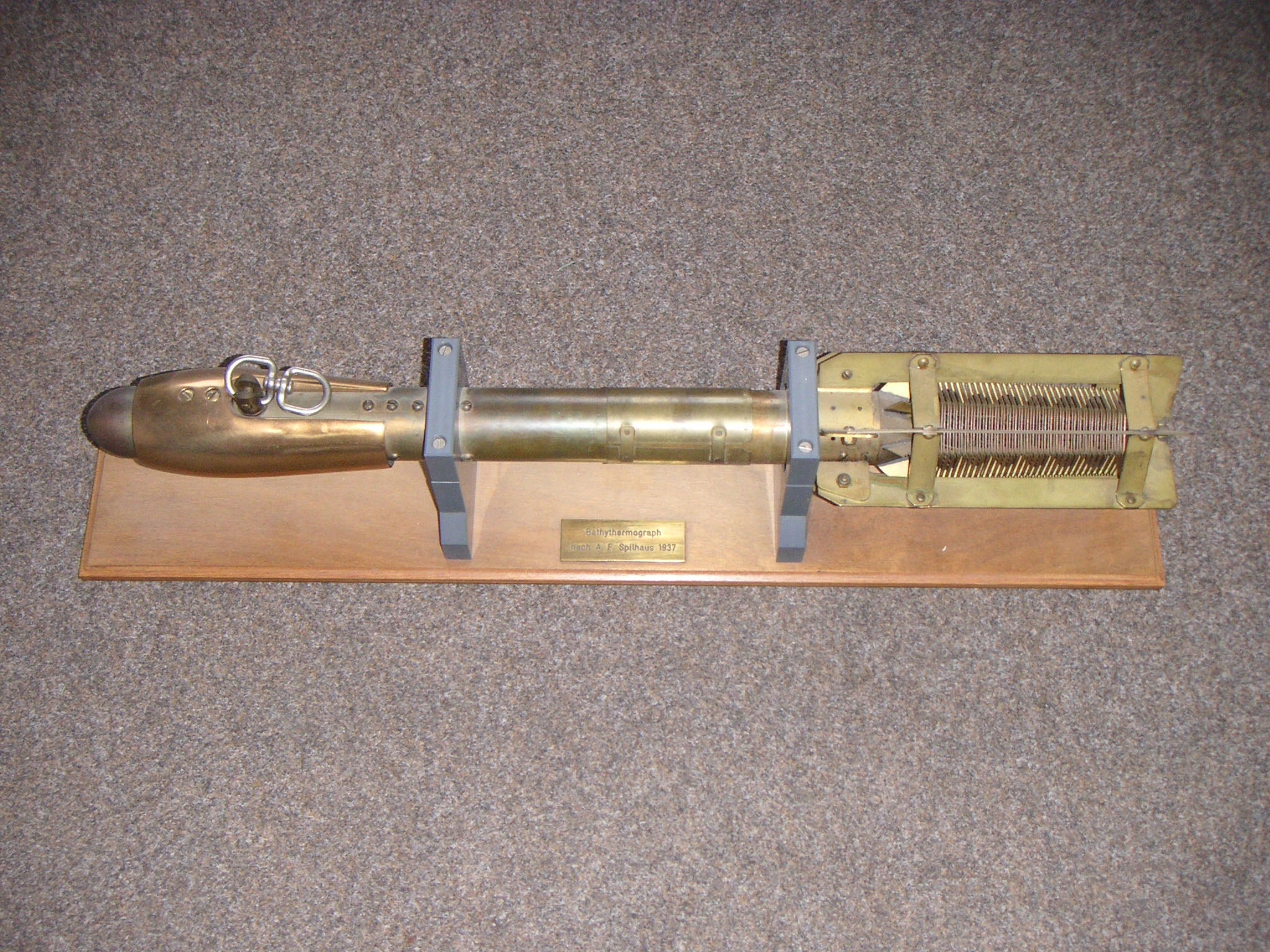
Ancien modèle de bathythermographe

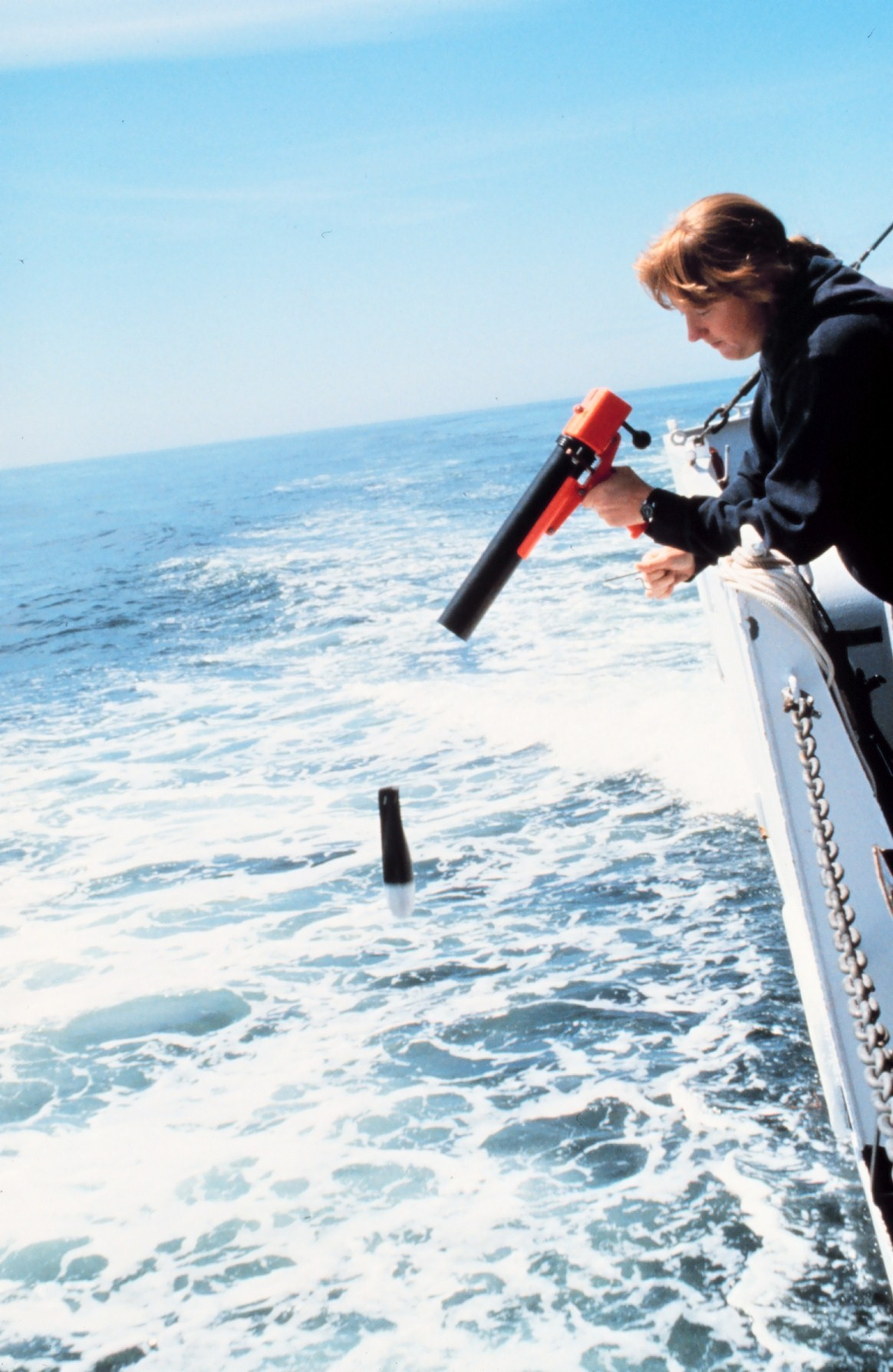
Sonde XBT lancé par une opératrice.

Les XBT ont été inventés dans les années 1960 par la société The Sippican Corporation (TSC), aujourd'hui rebaptisée Lockheed Martin Sippican. 
Ils ont été la source d'environ 56 % des profils de température des océans faits entre 1967 et 2001, mais ils ont été sources de biais pour certains paramètres ou certains types de sondes. Mieux comprendre ces biais permettra de respectivement corriger certaines bases de données acquises par XBT.

## Description
Le système XBT est composé d'un thermistor relié à un câble et un "projecteur". 
On tire les XBT depuis les bateaux en mouvement, tir qui ne nécessite pas de réduire la vitesse du bateau, c'est pourquoi beaucoup d'XBT ont été tirés depuis des navires d’opportunité (cargo...). 
Il existe également des AXBT (airborn eXpendable BathyThermograph) lancés depuis des avions. 
Lors du tir le câble est relié au bateau et se rompt quand il est entièrement dévidé. En fonction de la vitesse de chute de l'appareil dans l'eau de mer, on en déduit par des équations la valeur de la température à une profondeur donnée. Il existe différentes profondeurs d'immersion selon le type de sonde (jusque 2000 m)

## Usage
Le premier usage des XBT a été militaire (notamment dans le domaine sous-marin où la géolocalisation de tourbillons d'eau salée et chaude est particulièrement recherché pour masquer les sous-marins), des milliers de lancers ont été effectués. 
Ensuite, les océanographes et climatologues l'utilisent, bien que moins précis que des mesures CTD (offset thermique).